# African Affairs
African Affairs — рецензируемый академический журнал, издаваемый ежеквартально издательством Oxford University Press от имени Королевского африканского общества, базирующегося в Лондоне. Журнал освещает все темы, связанные с Африкой: политические, социальные, экономические, экологические и исторические. В каждом выпуске также есть раздел рецензий на книги.
Это журнал № 1 по африканским исследованиям и журнал № 1 по регионоведению. Журнал также занимает лидирующие позиции в области политологии.
Он был основан как Journal of the African Society в 1901 году и издавался как Journal of the Royal African Society с 1936 года, пока не получил своё нынешнее название в 1944 году.

## История
Журнал был основан в 1901 году одновременно с обществом под названием «Journal of the African Society»; с 1936 по 1944 год он издавался как «Journal of the Royal African Society» (ISSN 0368-4016), а своё нынешнее название получил в 1944 году. Первоначально тематика журнала была определена как охватывающая «многие темы Африки, такие как расовые особенности, труд, болезни, валюта, банковское дело, образование и т. д.», к которым позднее были добавлены «политические и промышленные условия». Популярными темами ранних статей были этнография и африканские языки, которые в общей сложности составляли около 60% содержания за первые десять лет. 
Среди прошлых редакторов были Элис Вернер, Генри Суонзи (1944), Алан Грей (1954–1966), Том Сопер (1966), Элисон Смит, Ричард Рэтбоун (1969), Майкл Тваддл, Энтони Атмор, Ричард Ходдер-Уильямс, Питер Вудворд, Дэвид Киллингрей, Стивен Эллис, Тим Келсалл, Сара Дорман, Ник Чизман, Рита Абрахамсен, Линдси Уитфилд, Карл Дэт и Пис Меди (2017), первый редактор, которая была учёным из Африки. 
С 2012 года журнал предлагает премию «Африканский автор», которая присуждается за лучшую статью, опубликованную в журнале автором, работающим в африканском учреждении, или африканским аспирантом, работающим в зарубежном университете.

## Индексирование
По данным Journal Citation Reports, импакт-фактор журнала за 2022 год составляет 2,8.